# Hipérbole (figura de estilo)
Hipérbole (do grego hyperbolê, "transporte para cima, excesso") ou auxese é a figura de linguagem que "consiste na ênfase resultante do exagero deliberado, quer no sentido negativo, quer no positivo", ou seja, trata-se de uma figura empregada em textos literários e na linguagem corrente para expressar algo de maneira exagerada ou intensificada. Fiorin define como o "tropo em que há aumento da intensidade semântica. Ao dizer de maneira mais forte alguma coisa, chama-se a atenção para aquilo que está sendo exposto". Em termos simplificados, a hipérbole consiste na expressão evidentemente exagerada de uma ideia. De acordo com Quintiliano, a hipérbole é um "exagero elegante da verdade", podendo se efetuar por aumento ou por diminuição.

## Tipologia

### Hipérbole por metáfora
A hipérbole por metáfora funciona quando se usa um termo metafórico para exagerar a expressão.

#### Exemplos
"Ela saiu voando da sala".
"Estou derretendo de calor".
"Estou congelando de frio".

### Hipérbole por comparação

#### Exemplos
"Era um peixe tão pesado quanto um elefante".

### Hipérbole por amplificação
"Ele mais pesado que um elefante".

### Hipérbole por diminuição
"Menor que um grão de areia".

## Outros exemplos
Isidoro de Sevilha cita os seguintes textos de Virgílio como contendo hipérboles:
- Cila guarda o lado direito, e a insaciável Caríbdis o lado esquerdo; e das profundezas do seu abismo, por três vezes ao dia ela suga as águas para o abismo, e depois as joga para cima, molhando as estrelas com sua espuma  (Virgílio, Eneida, 3, 423 [em linha])
- (...) um vento, vindo do Norte, atinge com força as velas, e levanta as ondas até o céu. Os remos se partem, e o barco vira, dando o seu lado às ondas; por sobre o barco cai uma montanha de água. Alguns dos marinheiros conseguem se segurar; para outros, o mar mostra a terra debaixo das ondas  (Virgílio, Eneida, 1, 107 [em linha])

Alguns exemplos literários de  hipérboles :
- "Rios te correrão dos olhos, se chorares!" (Olavo Bilac)[4]
- "Um quarteirão de perucas para Clodovil Pereira †(2009)". (José Cândido Carvalho)
- "Na chuva de cores / Da tarde que explode / A lagoa brilha" (Carlos Drummond de Andrade).[5]
- "Assim esperamos - disse a plateia, já agora morrendo de rir." (Caetano Veloso)[6]
- "Eu quero ter um milhão de amigos e, bem mais forte, poder cantar!" (Roberto Carlos)
- Guias cegos que coais o mosquito e engolis o camelo (Jesus - Mateus 23:24)
- É mais fácil passar um camelo pelo fundo de uma agulha... (Jesus - Mateus 19:24)
- Tira primeiro a trave do teu olho... (Jesus - Mateus 7:5)

Exemplos de hipérbole na linguagem corrente:
- "Estou morrendo de fome!"
- "Um ser amor!"
- "Estou morrendo de rir!"
- "Já te avisei mais de mil vezes!"
- "Tomou uma surra"